# Phyllonorycter aberrans
Phyllonorycter aberrans là một loài bướm đêm thuộc họ Gracillariidae. Nó được tìm thấy ở Hoa Kỳ (Ohio, Florida, Kentucky, Missouri, Arkansas, South Carolina và Tennessee).
Ấu trùng ăn Desmodium, bao gồm Desmodium canescens và Desmodium paniculatum. Chúng ăn lá nơi chúng làm tổ. 